# Обійми змія
«Обійми змія» (ісп. El abrazo de la serpiente) — колумбійський драматичний фільм, знятий Сіро Герра. Світова прем'єра стрічки відбулась 15 травня 2015 року в секції «Двотижневик режисерів» Каннського кінофестивалю, де вона отримала нагороду кіномистецтв. Також стрічка була показана на Одеському кінофестивалі 17 липня 2015 року. Фільм був висунутий Колумбією на премію «Оскар-2016» у номінації «найкращий фільм іноземною мовою».

## У ролях
- Ян Бейвут — Теодор Кох-Грюнберг
- Бріонн Девіс — Річард Еванс Шултс
- Луїджі Скіаманна — Ґаспар
- Нілбіо Торрес — молодий Карамакате
- Антоніо Болівар — старий Карамакате

## Визнання
| Нагороди та номінації фільму «Обійми змія» | Нагороди та номінації фільму «Обійми змія»           | Нагороди та номінації фільму «Обійми змія»                         | Нагороди та номінації фільму «Обійми змія» | Нагороди та номінації фільму «Обійми змія» | Нагороди та номінації фільму «Обійми змія» |
| Рік                                        | Нагорода                                             | Категорія                                                          | Номінант                                   | Результат                                  | Дж                                         |
| ------------------------------------------ | ---------------------------------------------------- | ------------------------------------------------------------------ | ------------------------------------------ | ------------------------------------------ | ------------------------------------------ |
| 2015                                       | Каннський кінофестиваль                              | Нагорода C.I.C.A.E.                                                | «Обійми змія»                              | Перемога                                   |                                            |
| 2015                                       | Одеський міжнародний кінофестиваль                   | «Золотий Дюк» за найкращий фільм («Міжнародна конкурсна програма») | «Обійми змія»                              | Номінація                                  |                                            |
| 2015                                       | Одеський міжнародний кінофестиваль                   | Спеціальна згадка журі («Міжнародна конкурсна програма»)           | «Обійми змія»                              | Перемога                                   |                                            |
| 2015                                       | Мюнхенський міжнародний кінофестиваль                | Найкращий фільм                                                    | «Обійми змія»                              | Номінація                                  |                                            |
| 2015                                       | Гамптонський міжнародний кінофестиваль               | Найкращий фільм                                                    | «Обійми змія»                              | Номінація                                  |                                            |
| 2015                                       | Латиноамериканський міжнародний кінофестиваль в Лімі | Спеціальна згадка                                                  | «Обійми змія»                              | Перемога                                   |                                            |
| 2015                                       | Латиноамериканський міжнародний кінофестиваль в Лімі | Найкращий фільм                                                    | «Обійми змія»                              | Перемога                                   |                                            |
| 2016                                       | 88-а церемонія вручення нагороди «Оскар»             | Найкращий фільм іноземною мовою                                    | «Обійми змія»                              | Номінація                                  | [ 4 ]                                      |